# Жоао Ваз Кортереал
Жоао Ваз Кортереал (порт. João Vaz Corte-Real) је био португалски морепловац и истраживач.
Могуће је да је открио Америку двадесетак година пре Колумба. Године 1474. је добио посед на Азорским острвима, због открића земље која је названа Terra Nova do Bacalhau (Нова земља бакалара). Постоје мишљења да је то био Њуфаундленд. Његови синови, Гаспар Кортереал и Мигел Кортереал, такође су били истраживачи обале Канаде. 